# Albert Schweitzer
Albert Schweitzer (14. ledna 1875, Kaysersberg, Horní Alsasko, dnes Francie – 4. září 1965, Lambaréné, dnes Gabon) byl francouzský protestantský teolog, misionář, filozof, etik, muzikolog (proslul především jako jeden z nejvýznamnějších znalců, vykladačů a interpretů díla Johanna Sebastiana Bacha), varhanní virtuos a lékař. V roce 1952 obdržel Nobelovu cenu za mír za svůj altruismus, úctu k životu a neúnavnou humanitární práci, která pomohla uvést do života myšlenku bratrství mezi lidmi a národy.

## Život

### Mládí v Evropě

#### Studium teologie a hudby

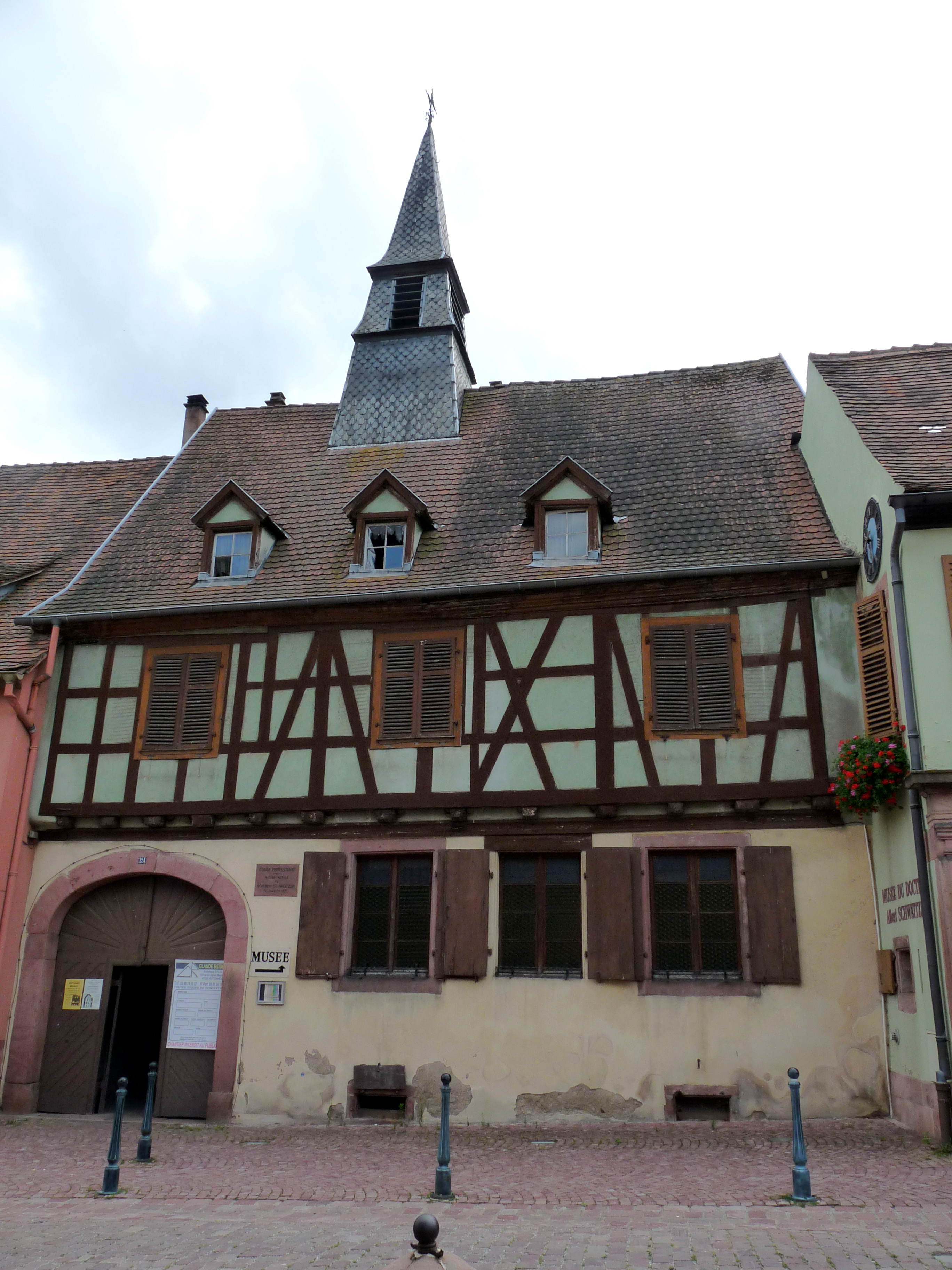
rodný dům Alberta Schweitzera v Kaysersbergu

Schweitzer pocházel z Alsaska – prostoru, na který si od nepaměti dělaly nárok Francie i Německo. S tím souvisí i Schweitzerova rodná francouzština celoživotně poznamenaná alsaským německým dialektem. Alsasko v té době bylo součástí Německa a jeho obyvatelé měli německé občanství.
Byl synem protestantského (luterského) faráře, matka byla dcerou evangelického pastora. Měl hudební nadání a rodiče ho od dětství vedli k hudebnímu vzdělání. Už jako devítiletý hrával na varhany v místním kostele.
V roce 1893 odmaturoval na střední škole v Mylhúzách a podle rodinné tradice šel studovat filozofii a teologii na univerzitách ve Štrasburku, Paříži a Berlíně. Při studiu se zdokonaloval ve hře na varhany a získal odborné znalosti o konstrukci těchto nástrojů. Stal se vynikajícím varhaníkem, interpretoval zejména dílo J. S. Bacha. Tomuto skladateli věnoval svou knihu s názvem J. S. Bach, le musicien poet (J.S.Bach, hudebník básník), která byla vydána v roce 1905.
Univerzitní studia úspěšně zakončil v roce 1900 a stal se kazatelem a vikářem v kostele sv. Mikuláše ve Štrasburku. Od roku byl 1902 soukromým docentem teologie na místní univerzitě a současně se stal ředitelem domova pro studenty Collegium Wilhelmitanum. Funkci zastával až do roku 1906. Jako teolog se zabýval Novým zákonem, zkoumáním Ježíšova života, mystikou apoštola Pavla i specifickým postavením křesťanství.

#### Studium lékařství
V roce 1904 se rozhodl, že důkladně změní svůj život. Podnětem k tomu byl článek v časopise francouzské misionářské společnosti, který popisoval těžký život domorodců v rovníkové Africe. Chtěl se vypravit do Afriky, aby mohl přímo na místě pomáhat potřebným.
V roce 1905 začal studovat medicínu na štrasburské univerzitě. Ke studiu musel mít povolení vlády, která to vyřešila výjimkou v situaci, kdy člen akademického sboru je zároveň veden jako řádný posluchač. Studia medicíny dokončil v roce 1912, absolvoval i postgraduální studium tropické medicíny v Paříži. Během svých studií pokračoval v pedagogické práci na univerzitě i ve své činnosti muzikologa a hudebníka.
Oženil se s učitelkou Helenou Bresslauovou, která se přihlásila do ošetřovatelského kurzu, aby se stala jeho pomocnicí v péči o nemocné domorodce.

### Práce v Africe
Roku 1913 spolu manželé Schweitzerovi odjeli do Afriky s nákladem léků a zdravotních přístrojů do misijní stanice v Lambaréné (tehdy Francouzská rovníková Afrika, dnes Gabon). Albert Schweitzer tam z vlastních prostředků založil nemocnici, kterou financoval jednak z darů, jednak z prostředků, které vydělával jako varhanní virtuóz prostřednictvím koncertů. Vezl si s sebou i speciálně upravené piano s varhanovými pedály.
V nemocnici, založené hluboko v pralese, byli léčeni lidé, kteří do té doby žádnou lékařskou péči neměli. Mnozí trpěli leprou, malárií, úplavicí, spavou nemocí nebo svrabem. Schweitzer byl velkým ochráncem zvířat a kromě lidí léčil i zvířata a staral se o ně. Jeho myšlenka úcty k životu vycházela z přesvědčení, že všechny formy života jsou si rovny. Je třeba mít odpovědnost ke všemu živému, včetně rostlinstva. Život v žádných svých projevech nesmí být potlačován a ničen.

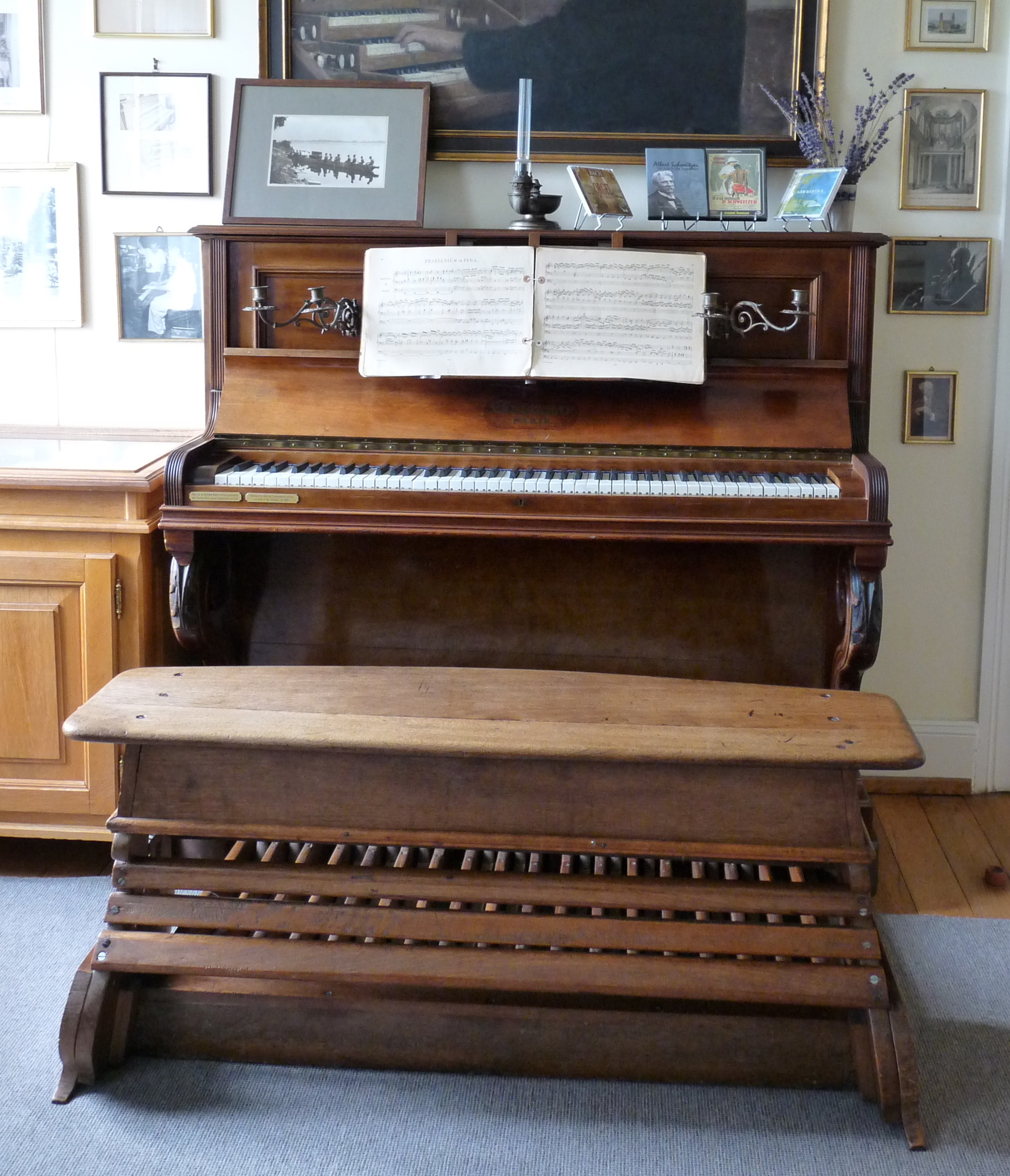
piano Alberta Schweitzera v Lambaréné (dnes v muzeu v Gunsbachu)

Po vyhlášení 1. světové války byli manželé Schweitzerovi čtyři měsíce vězněni ve francouzské kolonii jako Němci. Teprve intervencí francouzských přátel Romaina Rollanda a Charlese Widora byla jejich izolace zrušena a mohli pokračovat v práci. V roce 1917 pak byli jako němečtí občané odvezeni do tábora pro válečné zajatce ve Francii.
Po válce se vrátili do Štrasburku a v roce 1919, po připojení Alsaska k Francii, získali automaticky francouzské občanství. Ve stejném roce se jim narodila jediná dcera Rhena. Do roku 1922 Albert Schweitzer působil jako vikář v kostele sv. Mikuláše a věnoval se intenzivní kazatelské činnosti.

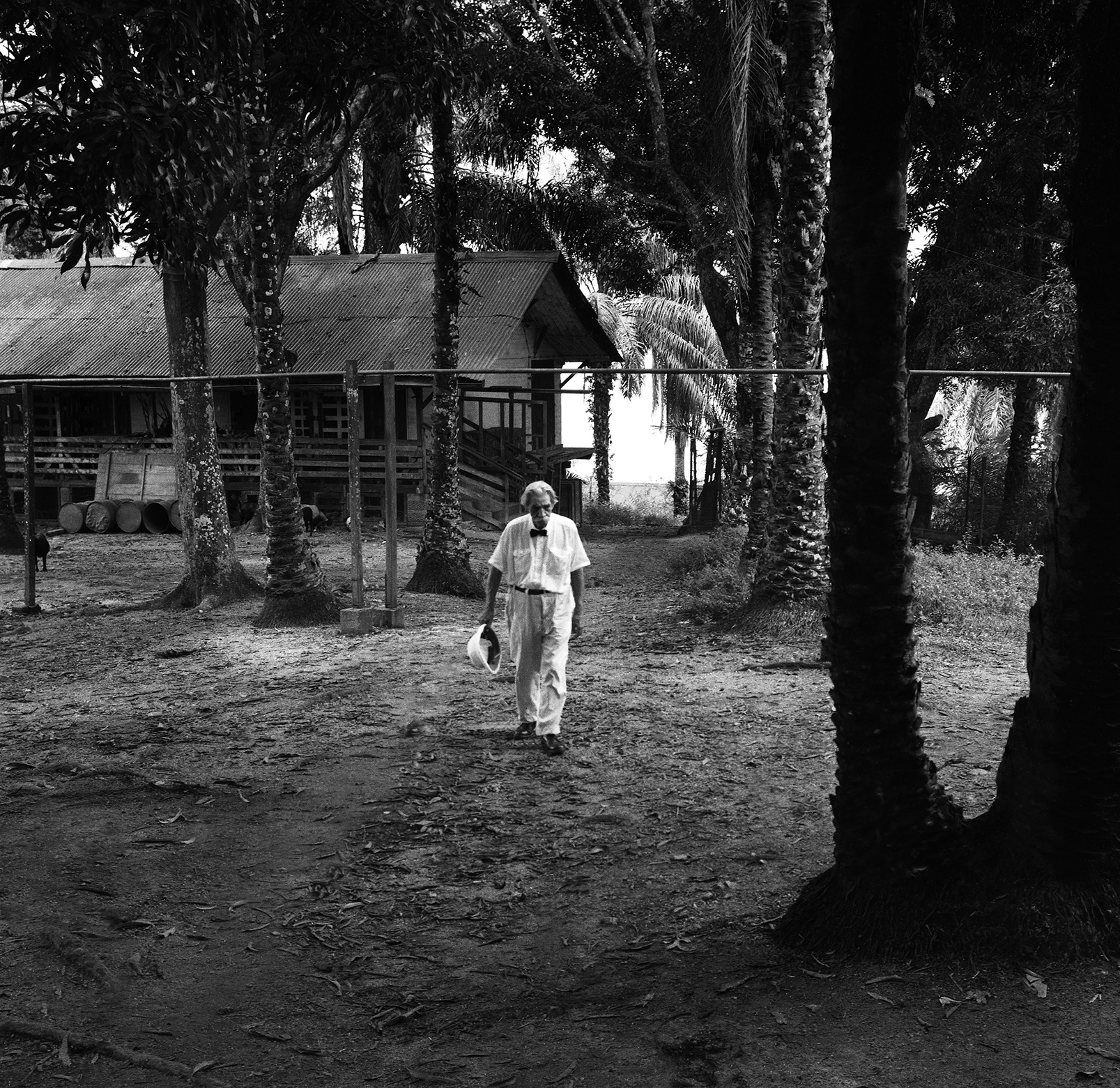
Albert Schweitzer v Lambaréné roku 1964

Během prvních poválečných let Schweitzer pracoval ve štrasburské nemocnici a přitom cestoval po Evropě. Navštívil Švédsko, Švýcarsko, Španělsko, Dánsko a Anglii. Přednášel o svých zkušenostech z Afriky, koncertoval a publikoval. V roce 1922 vyšla jeho kniha Zwischen Wasser und Urwald (Mezi vodou a pralesem), která byla brzy přeložena do mnoha světových jazyků. V češtině vyšla roku 1935 pod titulem Lidé v pralesích. Tato činnost mu umožnila získat prostředky pro návrat do Afriky, kam odjel v únoru 1924. Manželka s dcerou zůstaly v Evropě.
V Lambaréné vybudoval novou nemocnici s dvěma sty lůžky, která zahájila provoz v roce 1927. Během dalších let získal spolupracovníky z celého světa, opět se k němu připojila manželka Helena, které však zdravotní stav neumožňoval dlouhodobý pobyt v tropech. Počet pacientů stále narůstal. Schweitzer pokračoval ve shánění financí na udržení provozu a rozšíření nemocnice o další oddělení (porodnice). Jedním ze zdrojů byla rozsáhlá publikační činnost. Kromě autobiografických knih psal filozofické úvahy, teologická pojednání i knihy pro děti. Pokračoval v přednáškách i koncertech.
Nemocnice fungovala alespoň v omezeném rozsahu i během druhé světové války. Manželku, která byla židovského původu, zastihl začátek války v Evropě a do Afriky se jí podařilo dostat až v roce 1941 za dramatických okolností. V květnu 1945 Charles de Gaulle jmenoval Alberta Schweitzera vojenským velitelem v Gabonu s úkolem zajistit klid v této oblasti.
V poválečném období nastal rozvoj nemocnice, její věhlas se rozšířil po celém světě. Vzniklo nové oddělení pro malomocné.

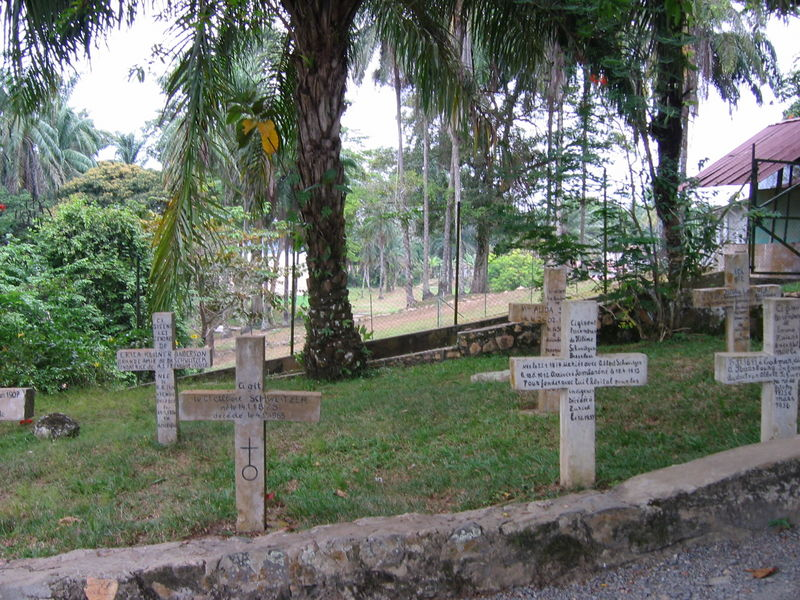
Hrob Alberta Schweitzera a jeho blízkých v Lambaréné

Albert Schweitzer se aktivně zapojil do boje proti atomovým zbraním, vydal knihu Mír nebo atomová válka. V roce 1958 byl jedním z nejvýznamnějších signatářů sbírky podpisů iniciované Linusem Paulingem mezi renomovanými vědci proti jaderným testům. V roce 1952 mu byla udělena Nobelova cena za mír. Peníze, které obdržel za Nobelovu cenu míru, vynaložil na vybudování vesničky pro 300 obětí lepry. Získal řadu dalších ocenění, byl čestným doktorem 10 evropských univerzit, držitelem vyznamenání od představitelů Francie, Švédska i Anglie. Některé jeho názory a činy však vyvolávaly také kritiku, ať už to byly jeho postoje k jaderným zbraním, odsouzení násilných kolonizačních metod v Africe nebo výklad Nového zákona. Na konci padesátých let se objevily i výhrady k jeho charitativní činnosti v Lambaréné.
Z francouzské kolonie vznikl v roce 1960 samostatný stát Gabon, který na svou první poštovní známku umístil Schweitzerův portrét. Prezident Leon Mba mu v roce 1961 udělil důstojnický kříž a Řád rovníkové hvězdy.
Byl aktivní až do vysokého věku. V Africe prožil více než padesát let. Zemřel v devadesáti letech po krátké nemoci a je pohřben i se svou manželkou, dcerou a blízkými spolupracovníky v zahradě svého domu vedle nemocnice.

## Vyznamenání a ocenění
- čestný člen Řádu Za zásluhy – Spojené království, 1955 – udělila královna Alžběta II.
- Nobelova cena za mír – 1952

## Život Alberta Schweitzera v datech
- 1875 – 14. ledna se narodil evangelickému faráři Louisi a matce Adéle, roz. Schillingerové v Kayserbergu. Rodina se záhy stěhuje do Gunsbachu
- 1893 maturoval
- 1894 nastoupil roční vojenskou službu
- 1898 složil teologickou zkoušku a vydal ve francouzštině svůj první spis „Eugen Munch"
- 1899 promoval ve Štrasburku na filozofické fakultě (2. srpna 1899)
- 1900 doktorem teologie (21. července 1900)
- 1901 vydal knihu „Skica ze života Ježíšova"
- 1902 docentem ve Štrasburku, věnuje se varhanní hudbě a stavbě varhan
- 1903 ředitelem teologické koleje, koncertuje
- 1905 ve věku 30 let se rozhoduje studovat medicínu, aby druhou polovinu života zasvětil službě v Africe, vydává knihu o J. S. Bachovi ve francouzštině
- 1908 německé vydání knihy „J. S. Bach"
- 1912 zakončuje studia medicíny, vzdává se kariéry učitele teologie
- 1912 – 18. června se oženil s Helenou Bresslau, dcerou štrasburského historika
- 1913 na Velký pátek odjíždí se ženou do rovníkové Afriky, aby zde začal u řeky Ogowe (Ogooué) léčit domorodce
- 1916 umírá jeho matka povalena vojenskými koňmi
- 1917 zajetí v Garaison (Pyreneje) – Francouzi internují Alsasany
- 1919 narodila se jediná dcera Rhena
- 1920 čestný doktorát v Curychu
- 1920–23 přednáší, koncertuje (i v Praze), publikuje
- 1924 odjíždí podruhé do Afriky
- 1925 umírá jeho otec
- 1928 Goethova cena ve Frankfurtu n. M.
- 1927 zakládá novou nemocnici v Lambaréné, nové přednáškové turné (i v ČSR – 1923 a 1928)
- 1937–48 zůstává v Africe, za 2. sv. války představitelem Svobodné Francie v rovníkové Africe
- 1949 rozšiřuje nemocnici o oddělení pro malomocné (Vesnice světla)
- 1952 dostává Nobelovu cenu za mír
- 1955 vydává soubor dopisů „Listy z Lambaréné"
- 1957 v Curychu zemřela jeho žena Helene Bresslau Schweitzer (1879 - 1957)
- 1965 umírá v Lambaréné 4. září, je zde pohřben

## Publikace–výběr
- Jean-Sébastien Bach, le musicien-poète (Johann Sebastian Bach, hudebník básník) 1905
- Johann Sebastian Bach, 1908
- Das Abendmahl im Zusammenhang mit dem Leben Jesu und der Geschichte des Urchristentums (Večeře Páně v souvislosti s Ježíšovým životem a dějinami raného křesťanství), 1901
- Internationales Regulativ für Orgelbau (Mezinárodní návod pro stavbu varhan), 1909
- Zwischen Wasser und Urwald (Lidé v pralese), 1921
- Aus meiner Kindheit und Jugendzeit (Z mého dětství a mládí), 1924
- Das Christentum und die Weltreligionen (Křesťanství a světová náboženství), 1922
- Aus meinem Leben und Denken (Z mého života a díla), 1931
- Paix ou guerre atomique ( Mír nebo atomová válka), 1958
- Histoire de mon pélican (Pelikán vypráví), 1963
- Die Lehre der Ehrfurcht vor dem Leben (Nauka úcty k životu) 1962

## Albert Schweitzer a Československo
- V roce 1923 navštívil Československo na pozvání filozofa Oskara Krause. Měl dva koncerty v Praze kostele sv. Michala, po jednom v Mariánských Lázních a Podmoklech[6]
- V prosinci 1928 získal čestný doktorát Karlovy univerzity (Pražské německé univerzity) a setkal se s T. G. Masarykem; 8. prosince 1928 uspořádal v Praze varhanní koncert[7][8]
- V roce 1960 mu Radim Kalfus z pověření ústředního výboru Československého červeného kříže předal zásilku léků a zdravotnického materiálu[8]
- V Lambaréné nechyběli ani lékaři z tehdejšího Československa – plastický chirurg MUDr. Jaroslav Sedláček, slovenský psychiatr MUDr. R. Friedmann, olomoucký chirurg MUDr. Eduard Wondrák
- Expedice Lambaréné byla studentská výprava, která vezla v roce 1968 léky a zdravotnické potřeby do nemocnice v Lambaréné[3]
- V roce 1988 se uskutečnila nová výprava do Lambaréné pod záštitou a s finanční podporou rektora Karlovy univerzity v Praze [3]
- Za účasti dcery Rheny byla v roce 1993 na zdi kostela sv. Michala v Praze odhalena pamětní deska Albertu Schweitzerovi[3]